# Карл Ренер
Карл Ренер (Доње Дунајовице, 14. децембар 1870 — Беч, 31. децембар 1950) био је аустријски социјалдемократски политичар и правник. Рођен је у месту Доњим Дунајовицама у Чешкој а умро у Бечу. После Првог светског рата учествовао је у стварању владе Аустрије у којој је постао и први канцелар Прве аустријске републике и предводио је аустријску делегацију на преговорима у Сен Жермену. Такође је био и први канцелар и председник Аустрије после Другог светског рата, па га због тога још називају и "оцем републике".

Ренер се сматра за доброг писца књига које се баве социологијом закона. Његови псеудонијуми као писца су били Синоптикус и Рудолф Спрингер.

## Биографија

### Детињство и студије
Ренер је одрастао у сиромашној породици која је живела у јужној Моравској. Он је био 18. дете својих родитеља који су били фармери. Због своје интелигенције дозвољено му је да се упише у гимназију, где му је један од професора био и Вилијам Јерусалим. Од 1890. до 1896. године студира на универзитету у Бечу где је дипломирао са највишим оценама. Године 1895. је био један од оснивача "Naturfreunde" (Пријатеља природе), организацији којој је осмислио лого и која данас има око 500.000 чланова широм света. Већ током ових раних година отвара нове перспективе у анализи националних сукоба и приватног права. Након дипломирања, успео је да добије коначну позицију функционера у библиотеци Царског савета.

### Политичка каријера

#### (1896—1918)
Ренер је одувек био заинтересован за политику, а 1896. године се учлањује у социјалдемократску партију Аустрије. У свом првом великом послу за странку он се посветио кључном питању решавања проблема држављанства. Његово решење се састојало у томе да припадност нацији не треба да буде регулисано према територијалној распрострањености човека, већ према његовој личној тачки гледишта.
Године 1910. написао је велики спис о пољопривредним задругама и задругама уопште. Захваљујући томе изабран је 1911. године за представника задруга федерације централне Аустрије. Да би ослободио финансијски нестабилне задруге од зависности великих банака средње класе, 1912. године је основана кредитна федерација аустријске радничке класе, која је 1922. године претворена у банку радничке класе. Ова банка је распуштена 1934. године, после кризе у којој се нашла влада под канцеларом Долфусом, а поново је основана 1947. године као банка за рад и привреду. Ренер је представљао своју странку у аустријском делу парламента Аустроугарске од 1907, па све до њеног распуштања 1918. године.

#### (1918—1934)
После 1918, након пропасти Аустроугарског царства, Ренер је постао први шеф мале новонастале државе у којој се причао немачки језик, а која није хтела да буде наследних Хазбуршке династије. Због тога је предложио да се нова држава зове „Норишка република“ или република Норик, име које се односи на Норик, краљевину која је заузимала приближно исту територију као ова нова држава, која је касније припојена Римском царству као њена провинција. Његов предлог није усвојен, јер је узето име "Republik Deutsch-Österreich" или република Немачка Аустрија, име које је на преговорима у Сен Жермену било забрањено од стране Антанте када су поништили резолуцију уставотворне народне скупштине у Бечу да ће Немачка-Аустрија бити део републике Немачке. Чак и пре пропасти Аустроугарске монархије Ренер је предложио будућу заједницу Аустрије са Немачком, употребљавајући чак и реч Аншлус.
Био је на челу привремене и уставотворне народне скупштине земаља које су биле заступљене у царевинском савету (формалан опис аустријске половине дуализма) које су углавном говориле немачким језиком. Одлучио је и да оформи нацију у угледу на остале националности које су то урадиле по завршетку Првог светског рата. Пошто на преговорима у Сен-Жермену Антанта није прихватила име Немачка-Аустрија усвојено је име република Аустрија која је уз то проглашена и за одговорног наследника царске Аустрије. Ренер је тамо морао да прихвати да је овој новонасталој држави забрањена била каква политичка сарадња са Немачком. Такође је морао да прихвати и губитак територија на којима се већином причао немачки: Јужног Тирола, велики део Бохемије и Моравске, провинције у којој је и рођен. Због тога је морао да се одрекне и удела у родитељској фарми ако је, „сељак власник који је постао марксиста", хтео да остене официр у аустријској влади.
Ренер је био канцелар Аустрије у прве три коалиције кабинета и министар иностраних послова од 1918—1920, а од 1931—1933. био је председник Националног већа Аустрије (доњег дома) у Парламенту Аустрије. 1931. је одржао говор у којем прихвата да по први пут у историји народ на изборима бира председника Аустрије. Међутим, до тога није дошло, јер је народна скупштина 9. октобра 1931. поново изабрала Вилхелма Микласа за председника. Ренер се током ових година залагао за сарадњу са Хришћанском социјалном партијом. Међутим, када му је 1931. тадашњи председник Хришћанске стране Игнац Зајпел понудио ту сарадњу, он ју је одбио.
У марту 1933. настао је аргумент због неправилности у поступку гласања у коме је Ренер имао контроверзну улогу. Он је поднео оставку да би могао да гласа као члан парламента, на шта су га наговорила два потпредседника савета Ото Бауер и Карл Зајц, коју су такође поднели оставке због гласања. Захваљујући томе парламент није могао да закључи седницу. То је донело до ситуације која није била дефинисана у дневном реду парламента. Ту ситуацију је искористио Енгелберт Долфус који је оставке сва три члана узео за пример да је Национално веће постало непрактично, извео је државни удар и успоставио једнопартијску диктатуру.

#### (1934—1945)
У доба аустрофашизма, од 1934. када је његова странка забрањена, он је чак и подржавао Аншлус, сматрајући да је нацизам пролазни феномен, који неће бити гори од диктатуре која је владала Аустријом и коју су спровели Долфус и Курт фон Шушниг. После анексије Аустрије од стране Немачке 13. марта 1938, Ренер је дао интервју за број бечког дневног лиса који је изашао 3. априла 1938. У прилогу који је објавио под насловом "Ich stimme mit Ja" (слажем се са Да), у којем се дистанцира од начина на који је веза између две земље успостављена, изјавио је:
| „ | Ипак, од 1919. ја сам се у безбројним записима и на безбројним састанцима борио за везу ове две земље. Иако сам својим средствима радио на томе, признајем да ова веза није спроведена захваљујући њима, али је ипак историјска чињеница да је ово истинска сатисфакција за понижења која смо доживели у Сен Жермену и Версају. Морао би да порекнем целу своју историју као пионира теорије о самоопредељивању народа и немачко-аустријског државника ако не би дочекао ову велику историјску акцију поновног уједињења немачког народа срећног срца.(…) Као социјалдемократа, а самим тим као заступник самоопредељења народа, као први канцелар Немачко-Аустријске републике и као бивши председник мировне делегације на преговорима у Сен-Жермену слажем се са да. | ” |

Током Другог светског рата Ренер се потпуно повукао из политике и то време је провео у кућном притвору, у Глогницу. Нацисти су кућни притвор сматрали веома великодушним с њихове стране. Такође му је било дозвољено и писање. За то време он је написао светски поглед на модеран свет, обиман епски стих у прилог Лукрецију.

#### (1945—1950)
Крај рата Аустрија је дочекала без владе захваљујући одбијању аустријских социјалиста који су се налазили у иностранству да сарађују са другим избеглим аустријским политичким групацијама, па због тога није успостављена влада у изгнанству. Совјетски Савез је то упражњено место хтео што пре да попуни са владом која ће њој одговарати, а Ренер је био један од људи за које је Стаљин лично имао намеру да буде на власти у Аустрији. Ове намере су се криле од западних савезника, зато што су Совјети знали да су они хтели да, део по део, пренесу политичку одговорност Аустријанцима после рата. 4. априла 1945. војни извори су пренели вест да је Карл Ренер из свог дома у Глогницу најавио да се укључио у преговоре о новој влади. Касније је о томе написао :
| „ | Укључио сам се у преговоре који су се могли завршити тако што би укаљао своје име и политичку част, као и политичку част целе социјалдемократске партије… После дужег размишљања био сам спреман да преузмем сав ризик на себе и евентуално дам шанси Аустрији да самостално расцепа било какву везу са Хитлеровом Немачком. С друге стране сам био свестан да ову мисију никада не би могао да преузмем као представник Русије и да је спроведем у дело. Наређење би морало да дође из саме Аустрије. | ” |

САД и Уједињено Краљевство су сазнали за совјетски пројекат тек 26. априла 1945. на конференција министра иностраниих послова Русије Андреја Вишинског. Британци су одмах уложили протест. Американци нису протестовали, али су такође одбили да призанју Ренерово министарство. 27. априла почела је са радом Ренерова привремена влада у којој су били чланови три политичке странке: Социјалдемократске партије, Аустријске народне странке (наследник Хришћанко социјалне партије) и Комунистичке партије Аустрије. Истог дана привремена влада је издала декларацију у којој су одвојили Аустрију од Немачке и започели кампању да земља буде призната као независна држава. Као резултат Ренерове акције Аустрија је увелико напредовала у очима западних савезника, јер је с тим испунила услове московске декларације у којој се наводи да се не признаје Аншлус и у којој се позива на оснивање слободне Аустрије после победе над нацистичком Немачком, под условом да Аустрија докаже да је преузела одговарајуће поступке и кораке ка том правцу. Тако је Аустрија, која је нападнута од стране Немачке, била третирана као нежељени учесник и прва жртва нацистичке Немачке. Иако су изнели позитиван став због ове Ренерове акције, западни савезници су оклевали пола године да признају владу на челу с Ренером, јер им је било сумњиво да су Руси у Бечу тако брзо признали Ренеров кабинет. 20. октобра 1945. све четири победничке силе у рату су призанле Ренерову владу, а самим тим и Ренера као првог канцелара Аустрије после Другог светског рата. Крајем године је изабран и за првог послератног председника Аустрије.
Карл Ренер је умро 31. децембра 1950. године и сахрањен је na централном гробљу у Бечу.

## Публикације
- Под псеудонијумом Синоптикус:

1. (Држава и народ), Беч 1898.

- Под псеудонијумом Рудолф Шпрингер:

1. (Борба народа за државу), 1902.
2. (Базе и развојни циљеви Аустроуграске монархије, криза дуализма), 1904.

- Под својим правим именом:

1. (Обнова Аустрије) - 3. вол 1916/1917.
2. (Марксизам, рат и интернационала), 1918.
3. , 1924.
4. (Државна економија, светска економија и социјализам), 1919.
5. (Правни институти приватног права и њене друштвене функције), 1929.
6. , 1929.
7. (мемоари), 2. вол, Беч: Braumüller 1946.
8. , 1947.
9. , 1950.